# 魚喃キリコ
魚喃 キリコ（なななん キリコ、1972年12月16日（52歳） - ）は、日本の漫画家。西蒲原郡吉田町（現・新潟県燕市）出身。新潟清心女子高等学校、日本デザイン専門学校出身。

## 来歴
幼稚園の頃より漫画が好きで絵を描き始める。中学生、高校生になり出版社に投稿を始めるも全て落選。その頃、岡崎京子の漫画を読み影響を受ける。
1993年、日本デザイン専門学校在学中に描いた『hole』（「ガロ」掲載）でデビュー。白黒のコントラストを強調した、イラスト的でクールな絵柄を特徴とする。自らの体験などをベースに、主に若い男女の恋愛模様を描いている。5歳の頃から漫画家になりたかったという。
2002年に『blue』が市川実日子、小西真奈美主演で映画化された。大友良英率いる「blueバンド」に参加し、サウンドトラックの演奏を行っている。2004年にはblueバンドのライブも行われた。
2006年に『strawberry shortcakes』が『ストロベリーショートケイクス』として映画化された。岩瀬 塔子（いわせ とうこ）の芸名で出演もしている。
また、2017年に『南瓜とマヨネーズ』が臼田あさ美主演で映画化。
好きな詩人は立原道造。影響を受けた漫画は岡崎京子の『pink』。

## 作品リスト

### 著書
- Water.（1996年4月、青林堂） - 初期短編集。1998年にマガジンハウスから再刊行。

- blue（1997年4月、マガジンハウス） - 初の長編作品。安藤尋監督により映画化。

- 痛々しいラヴ（1997年8月、マガジンハウス）
- ハルチン（1998年3月、マガジンハウス） - 雑誌『Hanako』で連載されたもの。カラー。

- 南瓜とマヨネーズ（1999年10月、宝島社）
- strawberry shortcakes（2002年12月、祥伝社） - 雑誌『FEEL YOUNG』で連載されたもの。矢崎仁司監督により映画化。

- 短編集（2003年2月、飛鳥新社）
- 15（共著、2004年1月、青幻舎）
- キャンディーの色は赤。（2007年7月、祥伝社）
- 東京の男の子（安彦麻理絵、大久保ニュー共著、2008年3月、太田出版） - 鼎談。

- ハルチン1・2（2008年7月、祥伝社） - 雑誌『Hanako』で連載されたもの。カラー。（1は1998年のマガジンハウス版と同様）

- ちいさなスージー（2009年4月、祥伝社） - ナナナンキリコ名義のぬりえ絵本。

- 僕はひとりで夜がひろがる 立原道造詩集（2010年4月、パルコエンタテインメント事業部） - 立原道造詩集の挿絵。

### その他
- ど人生（2008年3月、毎日放送） - 『あやまる女』の画を担当[2]。